# Мускат, Эмма
Эмма Луиза Мари Мускат (англ. Emma Louise Marie Muscat; род. 27 ноября 1999) — мальтийская певица и модель, работающая в Италии. Представительница Мальты на конкурсе «Евровидение-2022».

## Биография
Родилась на Мальте в очень состоятельной семье. С детства начала заниматься музыкой. После получения обязательного образования поступила в Университет сценического искусства. В подростковом возрасте проявила способности к пению, танцам и игре на музыкальных инструментах: специализировалась, в частности, на фортепиано, а также самостоятельно начала писать как музыку, так и тексты к своим песням.
В 2016 году Мускат выпустила свой первый сингл под названием «Alone», а годом позже вышла еще одна песня — «Without You». Обе композиции были опубликованы на YouTube.
В 2018 году Эмма участвовала в семнадцатом выпуске шоу талантов «Amici di Maria De Filippi», где она выбыла в полуфинале, заняв четвертое место в категории «пение», а также получила контракт с Warner Music Italy. Также Мускат принимала участие в «Isle of MTV 2018» с Джейсоном Деруло, Хейли Стайнфельд и Sigala[en], а в следующем году снова приняла участие с Мартином Гарриксом, Биби Рексой и Эйвой Макс. Позже, на ежегодном концерте Джозефа Каллеи на Мальте, Эмма выступила в дуэте с ним и Эросом Рамаццотти.
6 июля 2018 года Мускат опубликовала свой первый EP под названием «Moments», в который вошли ранее выпущенные синглы «Alone» и «Without You», а также песня «I Need Somebody», которая вышла 2 июля. 7 декабря того же года певица выпустила свой первый студийный альбом под названием «Moments Christmas Edition». 16 ноября 2018 года увидела свет песня «Figurati noi» в дуэте с рэпером Шейдом.
3 июля 2020 года Мускат выпустила летний сингл «Sangria» в сотрудничестве с итальянским рэпером Astol. Песня получила золотую сертификацию в Италии и достигло 21 миллиона просмотров на YouTube.
29 декабря 2021 года стали известны участники национального отбора Мальты на Евровидение, среди которых была и Эмма Мускат с песней «Out of Sight». Певица смогла достичь финала отбора, а позже стать его победительницей с 92 баллами (максимальные 72 от жюри и 20 от зрителей). После этого Мускат получила право представить Мальту на песенном конкурсе «Евровидение-2022», где во втором полуфинале не прошла в финал.